# Dones enamorades
Dones enamorades (títol original en anglès: Women in Love) és una pel·lícula britànica dirigida per Ken Russell i estrenada el 1969. Ha estat doblada al català.

## Argument
Durant els anys 1920, a la Gran Bretanya, dues germanes de caràcter independent es realitzen plenament exercitant cadascuna un ofici diferent. Gudrun és artista escultora mentre que Ursula és institutriu. Dos homes de la burgesia local, industrials miners, són seduïts per aquestes dues dones emancipades. Però aquest quartet de personalitats esmolades es troba aviat en plena confusió sentimental.

## Repartiment
- Alan Bates: Rupert Birkin
- Oliver Reed: Gerald Crich
- Glenda Jackson: Gudrun Brangwen
- Jennie Linden: Ursula Brangwen
- Eleanor Bron: Hermione Roddice
- Alan Webb: Thomas Crich
- Vladek Sheybal: Loerke
- Catherine Willmer: Madame Crich
- Phoebe Nicholls: Winifred Crich

## Premis[calcitació]
- NYFCC Award 1970: Premi a la millor actriu per Glenda Jackson
- Oscar a la millor actriu 1971 per Glenda Jackson

## Premis i nominacions[calcitació]

### Premis
- 1971: Oscar a la millor actriu per Glenda Jackson
- 1971: Globus d'Or a la millor pel·lícula estrangera de parla anglesa

### Nominacions
- 1970: BAFTA a la millor pel·lícula
- 1970: BAFTA al millor director per Ken Russell
- 1970: BAFTA al millor actor per Alan Bates
- 1970: BAFTA a la millor actriu per Glenda Jackson
- 1970: BAFTA a la millor nova promesa per Jennie Linden
- 1971: BAFTA al millor guió per Larry Kramer
- 1970: BAFTA a la millor música per Georges Delerue
- 1970: BAFTA a la millor fotografia per Billy Williams
- 1970: BAFTA a la millor direcció artística per Luciana Arrighi
- 1970: BAFTA al millor vestuari per Shirley Russell
- 1971: Oscar al millor director per Ken Russell
- 1971: Oscar al millor guió adaptat per Larry Kramer
- 1971: Oscar a la millor fotografia per Billy Williams
- 1971: Globus d'Or al millor director per Ken Russell
- 1971: Globus d'Or a la millor actriu dramàtica per Glenda Jackson